# Marvel (piłkarz)
Marvel, właśc. Marvelous Antolín Garzón (ur. 7 stycznia 2003 w Casablance) – hiszpański piłkarz, nigeryjskiego pochodzenia, grający na pozycji środkowego obrońcy w hiszpańskim klubie Córdoba CF, do którego jest wypożyczony z Realu Madryt.

## Kariera klubowa
Jest lewonożnym, silnym i twardym środkowym obrońcą, który od 2016 roku gra w zespołach młodzieżowych Realu Madryt. Wcześniej swoje piłkarskie szlify zbierał w Atlético Madryt, czy Rayo Vallecano, skąd przeniósł się do Realu. Trenował z pierwszą drużyną za sprawą Zinedina Zidana, który w 2021 będąc ówczesnym trenerem dał się przekonać o jego talencie. Obecnie Marvel jest wypożyczony do drugoligowej Córdoby CF, na jeden sezon.

## Kariera reprezentacyjna
Pomimo że urodził się w Maroku, a jego matka pochodzi z Nigerii, Marvel ma hiszpańskie obywatelstwo. Obecnie reprezentuje Hiszpanię do lat 19 (U-19), w której zadebiutował 21 października 2021 roku. Na ten moment rozegrał w młodzieżowej reprezentacji 3 spotkania.